# ASC Port Autonome
ASC Port Autonome is een Senegalese voetbalclub uit de hoofdstad Dakar.

## Erelijst
Landskampioen
1990, 1991, 2005
Beker van Senegal
Winnaar: 2000
Finalist: 1990
Senegal Assemblée Nationale Cup
2000